# Jesús Alberto Dátolo
Jesús Alberto Dátolo (Carlos Spegazzini, Gran Buenos Aires, Argentina, 19 de maig de 1984) és un futbolista argentí que juga d'extrem esquerre. Ha jugat a Espanyol, Napoli i al SC Internacional. És internacional absolut per la selecció argentina.

## Trajectòria
Format a les categories inferiors del Club Atlético Banfield va debutar amb el primer equip la temporada 2001-2002. Posteriorment va fitxar pel Boca Juniors des d'on faria el salt a Europa en fitxar pel SSC Napoli italià en el mercat d'hivern de la temporada 2008-2009. Al cap d'un any se'n va anar cedit a l'Olympiakos grec per 6 mesos, i l'estiu de 2010, va recalar en el RCD Espanyol de Barcelona també en qualitat de cedit, i a canvi de Victor Ruiz i 6 milions d'euros, el jugador va passar a formar part definitiva de la plantilla com a propietat.

## Palmarès
| Títol                       | Club         | País      | Any       |
| --------------------------- | ------------ | --------- | --------- |
| Copa Libertadores           | Boca Juniors | CONMEBOL  | 2007-2008 |
| Campionat argentí de futbol | Boca Juniors | Argentina | 2008      |
| Recopa Sud-americana        | Boca Juniors | Argentina | 2006      |
| Recopa Sud-americana        | Boca Juniors | Argentina | 2008      |
| Copa Catalunya              | RCD Espanyol | Catalunya | 2010-2011 |